# Sacha Państwowa Akademia Pedagogiczna
Sacha Państwowa Akademia Pedagogiczna (ros. Саха государственная педагогическая академия) – rosyjska uczelnia państwowa typu akademickiego w Jakucku, wchodząca strukturalnie w skład Północno-Wschodniego Uniwersytetu Federalnego im. M. K. Ammosowa kształcąca w dziedzinie nauk pedagogicznych. 
Akademia została ustanowiona dekretem Prezydenta Republiki Sacha (Jakucja) Michaiła Nikołajewa z lutego 2001 i władz republiki z czerwca 2001. 
Zgodnie z zarządzeniem Ministerstwa Edukacji i Nauki Federacji Rosyjskiej nr 157 z dnia 04 lutego 2011 dokonano reorganizacji Akademii poprzez przejęcie jej struktur przez Północno-Wschodni Uniwersytet Federalny im. M. K. Ammosowa.
Akademia realizuje program studiów i szkoleń zapewniający wypełnianie potrzeb republiki w zakresie kadr nauczycielskich, zwłaszcza do pracy w specyficznych warunkach szkół Arktyki i oddalonych obszarów wiejskich: wykształcenie wyższe zawodowe w specjalności sztuk pięknych, pedagogiki i wychowania przedszkolnego, pedagogiki i metodyki kształcenia podstawowego, matematyki, języka rosyjskiego i literatury, języków obcych, komputera, edukacji muzycznej; studia prowadzi także według programów dodatkowego kształcenia: przygotowanie do studiów uniwersyteckich, szkolenie dla menedżerów i specjalistów w profilu uczelni - od 72 do 500 godzin, przekwalifikowania menedżerów i specjalistów w profilu uczelni - ponad 500 godzin.